# سیارک ۲۵۳۴۰
سیارک ۲۵۳۴۰ (به انگلیسی: 25340 Segoves، نامگذاری:1999RX31) بیست و پنج هزار و سیصد و چهلمین سیارک کشف شده‌است که در ۱۰ سپتامبر ۱۹۹۹ کشف شد.
قدر مطلق سیارک برابر ۷.۸ است.